# Bukovica (żupania brodzko-posawska)
Bukovica – wieś w Chorwacji, w żupanii brodzko-posawskiej, w gminie Rešetari. W 2011 roku liczyła 152 mieszkańców.